# 234 باربارا
باربرا 234 هو كويكب في حزام الكويكبات الرئيسي. وهو مصنف من فئة إس. اكتشفه كريستيان بيترز في 12 أغسطس 1883 في كلينتون بنيويورك.